# Plexo gástrico
El plexo gástrico superior (plexo gástrico o coronario) acompaña a la arteria gástrica izquierda a lo largo de la curvatura menor del estómago, y se une con ramas del nervio vago izquierdo.
El término "plexo gástrico inferior" es utilizado a veces para describir una continuación del plexo hepático.

## Imágenes adicionales

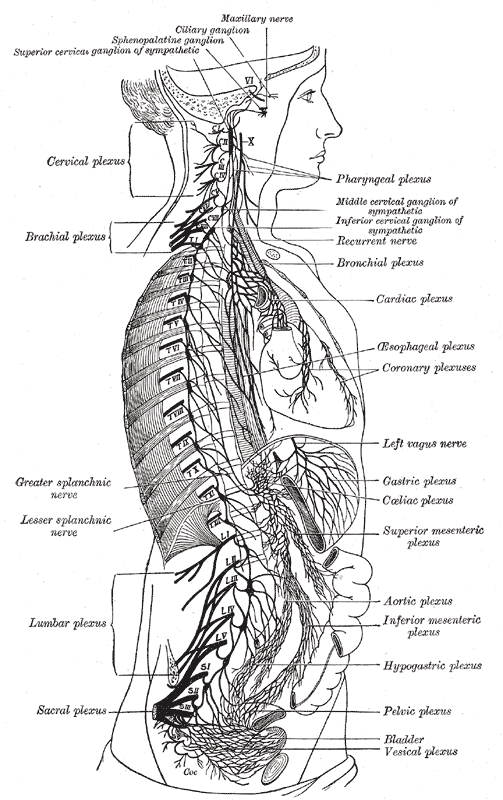
La cadena simpática derecha y sus conexiones con los plexos torácico, abdominal y pélvico.